# Bob az 1932. évi téli olimpiai játékokon
Az 1932. évi téli olimpiai játékokon a bob versenyszámait a Lake Placidban rendezték meg február 9. és február 15. között. A sportágban két versenyszámot rendeztek.

## Részt vevő nemzetek
A versenyeken 8 nemzet 41 sportolója vett részt.
- Ausztria (AUT) (2)
- Belgium (BEL) (4)
- Egyesült Államok (USA) (12)
- Franciaország (FRA) (2)
- Németország (GER) (9)
- Olaszország (ITA) (4)
- Románia (ROU) (4)
- Svájc (SUI) (4)

## Éremtáblázat
(Az egyes számoszlopok legmagasabb értéke vagy értékei vastagítással kiemelve.)
| Az 1932. évi téli olimpiai játékok éremtáblázata bobban | Az 1932. évi téli olimpiai játékok éremtáblázata bobban | Az 1932. évi téli olimpiai játékok éremtáblázata bobban | Az 1932. évi téli olimpiai játékok éremtáblázata bobban | Az 1932. évi téli olimpiai játékok éremtáblázata bobban | Olimpia  |
| ------------------------------------------------------- | ------------------------------------------------------- | ------------------------------------------------------- | ------------------------------------------------------- | ------------------------------------------------------- | -------- |
|                                                         | Ország                                                  | Arany                                                   | Ezüst                                                   | Bronz                                                   | Összesen |
| 1.                                                      | Egyesült Államok (USA)                                  | 2                                                       | 1                                                       | 1                                                       | 4        |
|                                                         |                                                         |                                                         |                                                         |                                                         |          |
| 2.                                                      | Svájc (SUI)                                             | 0                                                       | 1                                                       | 0                                                       | 1        |
|                                                         |                                                         |                                                         |                                                         |                                                         |          |
| 3.                                                      | Németország (GER)                                       | 0                                                       | 0                                                       | 1                                                       | 1        |
|                                                         |                                                         |                                                         |                                                         |                                                         |          |
| Összesen                                                | Összesen                                                | 2                                                       | 2                                                       | 2                                                       | 6        |

## Érmesek
| Az 1932. évi téli olimpiai játékok érmesei bobban |                                                                                  |         |                                                                                           |         |                                                                                 |         |
| Versenyszám                                       | Arany                                                                            | Arany   | Ezüst                                                                                     | Ezüst   | Bronz                                                                           | Bronz   |
| Kettes                                            | Egyesült Államok (USA) · Hubert Stevens · Curtis Stevens                         | 8:14,74 | Svájc (SUI) · Reto Capadrutt · Oscar Geier                                                | 8:16,28 | Egyesült Államok (USA) · John Heaton · Robert Minton                            | 8:29,15 |
| Négyes                                            | Egyesült Államok (USA) · Billy Fiske · Eddie Eagan · Clifford Grey · Jay O’Brien | 7:53,68 | Egyesült Államok (USA) · Henry Homburger · Percy Bryant · Francis Stevens · Edmund Horton | 7:55,70 | Németország (GER) · Hanns Kilian · Max Ludwig · Hans Mehlhorn · Sebastian Huber | 8:00,04 |